# Jacob Matijevic
Jacob (Richard) Matijevic, también conocido como "Jake" Matijevic, (Chicago, Illinois, 3 de noviembre de 1947 – 20 de agosto de 2012) fune un ingeniero de la NASA estadounidense de origen croata que trabajó en la Mars Exploration Rovers.  Matijevic también trabajó en el desarrollo de los rovers "Sojourner", "Spirit", "Opportunity" y "Curiosity".  Por su contribución en los proyectos de estos rovers, la NASA bautizó a muchos terrenos de Marte con su nombre (incluyendo "Matijevic Hill" y "Jake Matijevic").
Matijevic nació y creció en Chicago y se graduó en el Mount Carmel High School. En 1969, conisguió la licenciatura en matemáticas en el Instituto de Tecnología de Illinois, y, en 1973, en doctorado también de matemáticas en la Universidad de Chicago bajo la supervisión de Irving Kaplansky.
En 1981, Matijevic comenzaría a trabajar en el Laboratorio de Propulsión a Reacción (JPLe in Pasadena (California), como ingeniero en el control de sistemas. En 1986, trabajó en el campo de la telerobótica y posteriormente, en 1992, comenzó a trabajar en la rover Sojourner. Este fue el rover que fue transportado por la Mars Pathfinder a Marte en 1996.
Después de esto, Matijevic ayudó al desarrollo del "Spirit" y la "Opportunity" que comenzarían a explorar Marte en el 2004. También colaboró en la construcción de la "Curiosity" que aterrizaría en Marte en agosto de 2012, justo dos años antes de su muerte.
Después de su muerte, NASA decidió bautizar un monte de Marte en su honor, "Matijevic Hill", encontrada por el rover "Opportunity", y también a la roca marciana, "Jake Matijevic", descubierta por la "Curiosity.

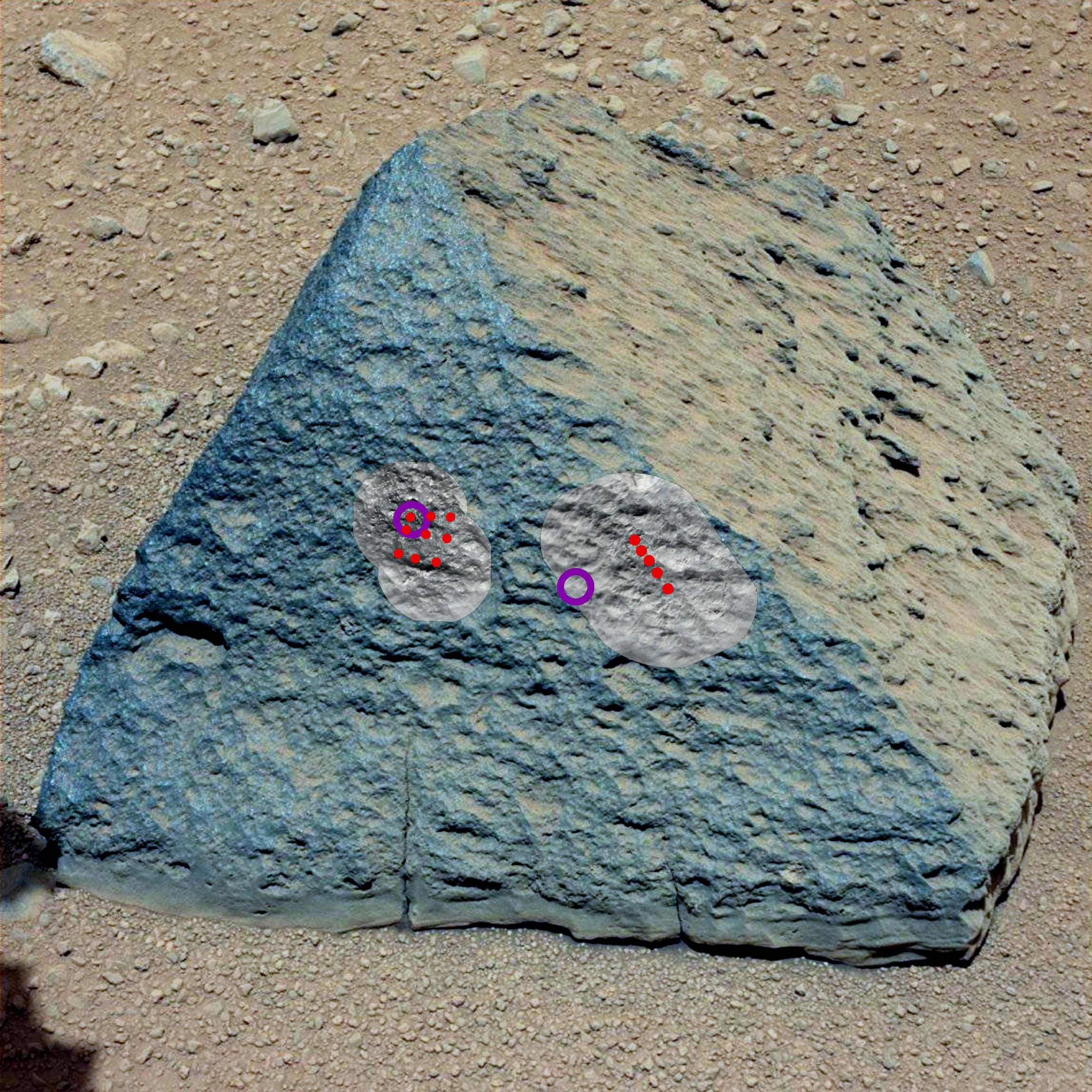
Roca "Jake Matijevic" en Marte - un objetivo de la APSX y la ChemCam de la Curiosity (22 de septiembre de 2012).